# Rysunki na piasku w Vanuatu
Rysunki na piasku w Vanuatu (bisl. sandroing) – tradycyjna sztuka wykonywania geometrycznych obrazów kultywowana w Vanuatu na archipelagu Nowych Hebrydów, w Oceanii.
W 2003 roku tradycja proklamowana została arcydziełem ustnego i niematerialnego dziedzictwa ludzkości, a w 2008 roku wpisana na listę reprezentatywną niematerialnego dziedzictwa kulturowego ludzkości.

## Charakterystyka
Tradycja tworzenia rysunków na piasku rozwinęła się jako środek komunikacji i wymiany idei pomiędzy reprezentantami prawie 80 różnych grup językowych zamieszkujących północną i środkową część archipelagu Vanuatu, w szczególności wysp Paama, Ambrym, Malakula, Pentecost, Ambae i Maewo, którzy mieli ze sobą kontakt np. podczas wspólnego handlu. Według przekazów ustnych rdzennych mieszkańców wyspy Ambae pierwszy rysunek, reprezentujący cyfrę 1, miał stworzyć legendarny Tagaro. Najstarszy historyczny opis tradycji sporządził natomiast antropolog kultury Bernard Deacon, który w latach 1926–1927 prowadził badania terenowe na wyspie Malakula.
Vanuacka sztuka tworzenia rysunków na piasku stanowi nie tylko tradycyjną formę artystycznej ekspresji, ale także jest elementem wielu rytuałów oraz pojawia się w kontekście komunikacyjnym i kontemplacyjnym. Dzieła powstają bezpośrednio na ziemi – na piasku, w popiele wulkanicznym lub glinie – często w miejscach spotkań czy w kręgach tanecznych. Przy użyciu jednego (bądź dwóch) palców, nie odrywając ich od podłoża, artysta kreśli na wytyczonej wcześniej matrycy ciągłe linie, które tworzą eleganckie, często symetryczne, kompozycje geometrycznych wzorów. Twórca po ukończeniu swojego dzieła powinien opowiedzieć związaną z nim historię lub zaśpiewać o nim pieśń, odnosząc się do znaczenia różnych części rysunku. Musi więc nie tylko znać wzorce graficzne, ale umieć też je zinterpretować.
Rysunki mogą być odczytywane na wiele sposobów: jako zapis oraz środek przekazu informacji na tematy dotyczące społeczności – lokalnych wierzeń, kosmologii, obrzędów, życia rodzinnego, historii, stosowanych technik rolniczych, wzorców architektonicznych i rękodzielniczych oraz dotyczących sztuki tanecznej, jako towarzysząca opowiadaniu ilustracja, jako podpis lub jako przesłanie będące przedmiotem kontemplacji. Nie są to więc jedynie obrazy, a połączenie pieśni, wiedzy i opowiadań o wymiarze sacrum i profanum.

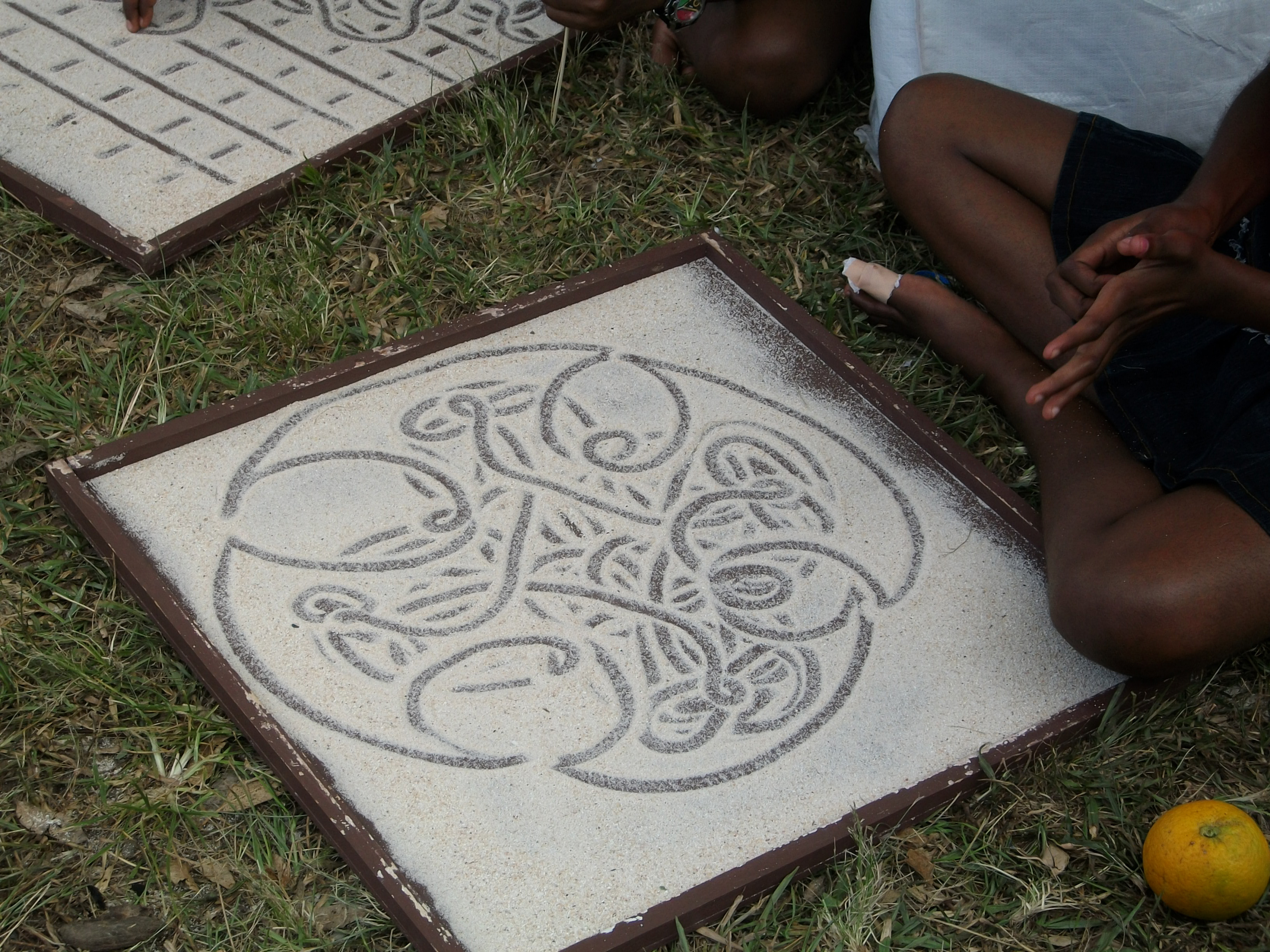
Rysunki na piasku z Vanuatu prezentowane podczas festiwalu w La Foa w Nowej Kaledonii (2010)

W wierzeniach rdzennych mieszkańców Vanuatu pewne rodzaje rysunków, uznawane za święte, miały umożliwić zmarłym bezpieczne przejście do krainy duchów przodków. Należało je zapamiętać, gdyż w połowie drogi w zaświaty zmarły miał napotkać na ścieżce w połowie ukończony rysunek. Dalej mógł pójść tylko jeśli umiał go dokończyć.
Rysunki z poszczególnych wysp różnią się między sobą. Te z wysp Ambrym i Paama są wyjątkowo wyszukane i bogato zdobione, składają się z licznych elementów oraz drobnych detali. Dzieła z wysp położonych bardziej na północ (Ambae, Maewo, Pentecost) mają charakter bardziej minimalistyczny. Czasem te same wzorce graficzne na różnych wyspach mają różne znaczenie symboliczne. Na wyspie Malakula kładzie się natomiast bardzo duży nacisk na nieodrywanie palca od ziemi podczas rysowania, co ma zapobiegać przedostawaniu się złych duchów do projektu.
Najbardziej atrakcyjne wizualnie rysunki są często prezentowane jako forma dekoracyjnego folkloru dla turystów oraz do celów komercyjnych, co może skutkować utratą głębszego znaczenia symbolicznego i pierwotnej funkcji społecznej.